# Casablanca Finance City Tower
Casablanca Finance City Tower o CFC Tower es un rascacielos de la ciudad de Casablanca, Marruecos, ubicado en la Casablanca Finance City. La estructura, de una altura de 122 metros, dispone de 28 pisos. Fue construido entre los años 2016 y 2019.

## Estructura
La torre fue diseñada con un estándar LEED Gold. Su fachada consta de una pantalla de hormigón que brinda protección contra el sol, a la vez que permite vistas hacia la ciudad.
Las partes superiores de la torre cuentan con acristalamiento con celdas fotovoltaicas integradas, así como una fachada de doble acristalamiento que ayuda a ventilar el edificio.

## Historia
La torre fue diseñada por el arquitecto estadounidense Thom Mayne, quien fue seleccionado después de una licitación internacional dirigida a arquitectos galardonados con el premio Pritzker.